# The Beyoncé Experience Live
The Beyoncé Experience: Live é o terceiro álbum de vídeo e segundo ao vivo da cantora estadunidense Beyoncé. Foi lançado pela Columbia Records em 20 de novembro de 2007 nos Estados Unidos. Foi filmado no Staples Center em Los Angeles, Califórnia, em 2 de setembro de 2007, durante sua turnê mundial The Beyoncé Experience. Apresenta participações especiais do rapper Jay-Z em "Upgrade U" e de Michelle Williams e Kelly Rowland ex-colegas de Destiny's Child em "Survivor". A apresentação apresentada no álbum foi transmitido em diferentes canais; por uma noite, apenas em 19 de novembro de 2007, o filme foi exibido em 96 salas de cinema nos Estados Unidos, enquanto a Black Entertainment Television (BET) exibiu uma versão editada do show no Dia de Ação de Graças, com a AEG Network e a 3sat também exibiu o show.
O álbum apresenta performances de músicas dos dois primeiros álbuns solo de Beyoncé Dangerously in Love (2003) e B'Day (2006), além de músicas que ela gravou com Destiny's Child. Após o seu lançamento, o  The Beyoncé Experience Live recebeu críticas positivas de críticos de música que elogiaram as performances ao vivo das músicas de Beyoncé. O álbum também teve sucesso comercial, alcançando o segundo lugar no Top Music Videos dos EUA e sendo certificado de platina tripla pela Recording Industry Association of America (RIAA). A versão ao vivo de "Me, Myself and I" (2003) do álbum ganhou uma indicação ao Grammy Awards de Best Female R&B Vocal Performance no Grammy Awards de 2009 (2009). O show foi reencenado pelo artista norte-americano Neal Medlyn durante sua performance no New Museum, em Nova York, em abril de 2008.

## Antecedentes e desenvolvimento
O The Beyoncé Experience Live foi filmado no Staples Center em Los Angeles, Califórnia, em 2 de setembro de 2007, durante a turnê mundial de Beyoncé, The Beyoncé Experience, em promoção de seu segundo álbum de estúdio, B'Day (2006). A apresentação apresenta participações especiais do rapper Jay-Z em "Upgrade U" e de Michelle Williams e Kelly Rowland em "Survivor". No final do show, Rowland e Williams lideraram a platéia cantando "Happy Birthday to You" para Beyoncé, para marcar seu aniversário dois dias depois. O filme também apresenta um recurso de jukebox de 27 músicas, que foi alcançado pelo uso de programação avançada "Lógica binária". O DVD foi criado por Neil Matthews na Ascent Media na cidade de Nova York.

## Sinopse do concerto
No palco, Beyoncé tinha uma banda feminina Suga Mama, e o show usava homens apenas como dançarinos para o público feminino, conforme observado por Pareles do The New York Times. O programa incluiu muitas referências como James Brown e Donna Summer, bem como coreografias inspiradas em Sweet Charity  e Marilyn Monroe. Começando na escuridão com Beyoncé emergindo através de um buraco no palco em meio a fumaça, brilhos e pirotecnia para performar "Crazy in Love" e um trecho de "Crazy" de Gnarls Barkley, Em um vestido prateado brilhante e caminhou até a frente do palco, quanto quinze bolas de discoteca pendurado no teto. Sua banda começou a tocar a música ao em ritmo de funk e enquanto cantava, Beyoncé subiu uma enorme escada que avançou em dois lugares onde sua banda feminina e três cantoras de apoio estavam posicionadas. No topo da escada / mini-palco, ela rasgou a parte inferior do vestido e caminhou de volta ao palco principal. Seus três cantores de apoio também desceram e fizeram a dança "uh-oh" da música com ela.

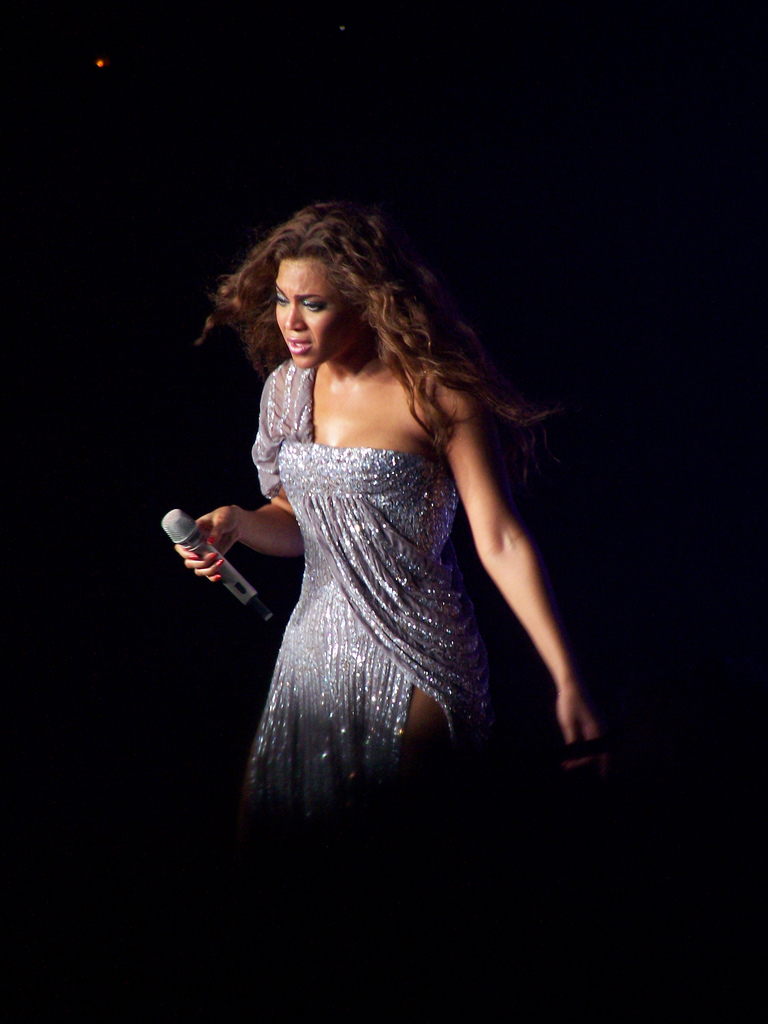
Beyoncé performando durante The Beyoncé Experience em Palau Sant Jordi em Barcelona, Espanha em 27 de maio de 2007

Durante "Freakum Dress", Beyoncé tocou um air guitar, enquanto as escadas do palco estavam iluminadas em verde durante "Green Light", que ela performou com seis dançarinas. Ela usava uma roupa de dança do ventre, incluindo calças de harém, enquanto cantava "Baby Boy". Ela desceu a escada segurando um guarda-chuva e foi recebida por três caras vestindo uniforme. Uma seção curta do clássico do reggae "Murder She Wrote" foi incorporada ao "Baby Boy". Durante "Beautiful Liar", Beyoncé cantou em um microfone que caiu do teto e fez uma dança estilizada por Shakira, semelhante ao videoclipe da música; Shakira apareceu na tela do vídeo durante toda a música. "Naughty Girl" também foi cantada com "Love to Love You Baby" de Donna Summer, sendo incorporada e durante a apresentação, ela dançou de barriga na batida da música. "Me, Myself and I" foi tocada em um ritmo mais lento que a gravação original, após isso, Beyoncé cantou "Dangerously in Love 2", com um trecho de "He Loves Me". Ela chorou durante "Flaws and All" e mostrou suas " imperfeições" antes de ser abraçada por uma dançarina vestida de anjo. Durante a apresentação da música, ela cantou de olhos arregalados em um vídeo em close. Beyoncé cantou "Speechless" enquanto estava sentada em um sofá projetado como um par de lábios.
A introdução de "Ring the Alarm" homenageou o "Cell Block Tango" do filme Chicago, quando as mulheres contaram como foram machucadas por homens e a performance mostrou Beyoncé vestindo um sobretudo vermelho. Durante a performance de "Suga Mama", Beyoncé fez um pole dance. Posteriormente, foram realizados os duetos de Beyoncé com Jay-Z – "Upgrade U" e "'03 Bonnie & Clyde". Durante "Get Me Bodied", ela removeu sua fantasia de robô para revelar o vestido preto e amarelo para imitar uma abelha e ainda levou a multidão a uma coreografia de dança. "Check on It" foi precedido por um instrumental de "The Pink Panther Theme", durante o qual as escadas eram coloridas de rosa. Uma performance de Dreamgirls, foi realizado, incorporando a música-título e "Listen" do filme musical de 2006 no qual Beyoncé estrelou. A música final do set list da turnê foi "Irreplaceable"; começou com o público cantando o primeiro verso para Beyoncé depois que ela anunciou "Estou cantando meu coração há mais de duas horas. Agora é hora de você cantar para mim"." Entre os segmentos do show, Suga Mama realizou interlúdios instrumentais periódicos, com cada membro dando um solo para que Beyoncé pudesse mudar suas roupas sete vezes. O show incluiu um Medley do Destiny's Child de dez músicas que continha canções com temas femininos de solidariedade. Quando o show terminou, Beyoncé estava andando no palco e apontando para fãs individuais dizendo "eu vejo você!" e descrevendo suas roupas ou os sinais que eles seguravam.

## Lançamento
O The Beyoncé Experience Live foi lançado nos Estados Unidos em 20 de novembro de 2007 e no Reino Unido em 26 de novembro. O álbum também foi lançado na iTunes Store em 19 de novembro de 2007, em uma edição em áudio intitulada The Beyoncé Experience: Live Audio. O Blu-ray foi lançado em 18 de novembro de 2008 simultaneamente com o terceiro álbum de estúdio de Beyoncé, I Am... Sasha Fierce. Em alguns países, o DVD ao vivo foi embalado com o Irreemplazable como um disco bônus. Alguns dos concertos instrumentados em versão ao vivo foram disponibilizados para download digital em 25 de março de 2008, e incluiu as músicas de "Speechless" em diante. Embora seja creditado como vários artistas, tecnicamente o álbum é realizado pela banda de Beyoncé, Suga Mama. O The Beyoncé Experience Live foi exibido em noventa e seis cinemas nos Estados Unidos em 19 de novembro de 2007, um dia antes do lançamento em DVD. A Black Entertainment Television (BET) transmitiu o programa no Dia de Ação de Graças em 22 de novembro de 2007 e, posteriormente, em 18 de dezembro do mesmo ano. Em 31 de dezembro de 2007, o Beyoncé Experience Live foi transmitido a membros do Exército dos Estados Unidos que atuavam na Guerra do Iraque através da AEG Network. Em 31 de dezembro de 2008, a rede européia 3sat transmitiu o show na Alemanha, Áustria e Suíça.

## Recepção crítica
Mark Deming, do site AllMusic, comentou que o álbum "captura seu deslumbrante show ao vivo enquanto ela brilha em uma performance". Um escritor da MTV News comentou que o álbum continha "mais de duas horas de conteúdo no total". Kurt Orzeck, da mesma publicação, comentou que o DVD mostra uma turnê "enorme". Scott Kara, do Time Out, também elogiou o "empolgante e emocionante pizzazz" do DVD, acrescentando que os fãs se sentiriam "como se estivessem lá [no show]". Um editor do site Jam!, classificou o álbum com quatro de cinco estrelas, chamando-o de espetáculo. O editor observou ainda: "[Ela] tem o palco gigante, as luzes maciças, a trupe de dançarinas, a banda de garotas sensuais, as roupas mudam, os VIPs e muito mais. Mas tudo isso não pode tirar o foco da incrível Srta. Knowles, que trabalha por mais de duas horas, lamentando e girando através de um show encharcado de suor sem ter um cabelo fora do lugar". Classificando o álbum com três das quatro estrelas, Chuck Arnold e Ivory Jeff Clinton, da revista People, escreveram: "A produção elaborada fica exagerada às vezes, mas neste concerto ... a incansável diva é uma verdadeira força de natureza em números de alta energia, como 'Crazy in Love' e 'Déjà Vu'".

## Elogios
A versão ao vivo de "Me, Myself and I" (2003) do The Beyoncé Experience Live ganhou uma indicação ao Grammy Awards de Best Female R&B Vocal Performance no Grammy Awards de 2009 (2009).

## Desempenho comercial
Sobre a questão quadro datado de 01 de marco de 2008, The Beyoncé Experience Live atingiu um pico de número dois sobre no gráfico Top Music Videos dos EUA e ele também ficou na mesma posição na semana seguinte, atrás de Live in Las Vegas: A New Day... de Celine Dion no número um. Em 8 de dezembro de 2007, o álbum estreou e alcançou o número 23 nos álbuns digitais dos EUA. Foi certificada com platina tripla pela Recording Industry Association of America (RIAA). O álbum apareceu nos números quatro, oito e trinta e um na parada de final de ano dos Estados Unidos em 2008, 2009 e 2010, respectivamente.
Na semana que terminou em 26 de novembro de 2007, o The Beyoncé Experience Live alcançou o segundo lugar na lista de DVDs espanhol e, posteriormente, foi certificado em ouro pelos Productores de Música de España (PROMUSICAE). Em 1º de dezembro de 2007, o álbum estreou e alcançou o número seis na parada belga de música, e permaneceu nessa posição pelas duas semanas seguintes e sua última posição foi no número nove em 22 de dezembro de 2007 antes de cair fora do gráfico. Na lista holandesa de DVDs, The Beyoncé Experience Live, estreou no número três em 1º de dezembro de 2007 e, após quase um ano de ascensão e descida no gráfico, tornou-se sua posição de pico. Ele apareceu nas paradas de final de ano do Dutch Music DVD em 2008 e 2009 nos números vinte e dois e quarenta e oito, respectivamente. Em 14 de novembro de 2009, o Beyoncé Experience Live alcançou o número 25 na parada britânica de DVD. Em 21 de setembro de 2009, o álbum alcançou o número oito na Australian Music DVD Chart e mais tarde foi certificado em dupla platina pela Australian Recording Industry Association (ARIA).

## The Neal Medlyn Experience
O artista estadunidense Neal Medlyn reencenou o concerto durante sua performance no New Museum, em abril de 2008, junto com os dançarinos Will Rawls e Erick Montes. Sua performance durou uma hora e intitulou The Neal Medlyn Experience Live. Ele cantou junto com a faixa de áudio do DVD, com introdução de frases por palavra e introdução de bandas. Roger LeLeivre, da Booth Newspapers, revisou positivamente a encenação: "O evento ... foi uma loucura, e o público adorou cada segundo. Medlyn faz com que a assinatura de Beyoncé, muitas vezes espasmódica, se mova de um lado para o outro,, gesto manual com as mãos e expressão facial ... Ao contrário de um show de drag, Medlyn não tenta convencer ninguém que está vendo Beyoncé. Não havia muito em termos de figurino (bem, ele vestia uma peruca preta, uma blusa e calças, mas isso mordia o pó rapidamente) e por que se preocupar?". Ele concluiu que o comprimento do show foi "perfeito", pois "terminou antes que a peça acabasse com suas boas-vindas". LeLeivre terminou sua crítica escrevendo: "Foi um delicioso espetáculo da cultura pop, até os dançarinos de de fundo, com seus movimentos e expressões exagerados...Claramente, isso aprimorou a 'experiência', se você conhecesse as músicas de Beyoncé de forma passageira ... mas esse conhecimento não era um pré-requisito para apreciar essa homenagem". Claudia La Rocco do The New York Times descreveu sua encenação como "absurdamente fiel" e acrescentou que não teria sido tão "inteligente ou tocante" sem a dança de Rawls e Montes. Ela colocou ainda a performance em sua lista dos momentos "mais ricos" de 2008 e observou: "Esses artistas impressionantes deslizaram entre os gêneros, envolvendo o Sr. Medlyn em absoluta fabulosidade e provando o quão sofisticada a cultura pop pode ser. Dançarinos em todos os lugares devem sentir orgulho.

## Faixas
| The Beyoncé Experience Live – Edição Padrão (DVD) | |         |  |
| N.º                                               | Título | Duração |  |
| 1.                                                | "Intro" (The Beyoncé Experience Fanfare) | 1:08    |  |
| 2.                                                | "Crazy In Love" (Crazy Mix) | 4:08    |  |
| 3.                                                | "Freakum Dress" | 3:55    |  |
| 4.                                                | "Green Light" | 8:22    |  |
| 5.                                                | "Baby Boy" (Medley de Reggae) | 4:10    |  |
| 6.                                                | "Beautiful Liar" | 2:25    |  |
| 7.                                                | "Naughty Girl" | 5:17    |  |
| 8.                                                | "Me, Myself and I" | 7:17    |  |
| 9.                                                | "Dangerously in Love" (He Loves Me Mix) | 7:10    |  |
| 10.                                               | "Flaws and All" | 4:19    |  |
| 11.                                               | "Medley do Destiny's Child" (Intro de Cops e Robbers) - "Independent Women Part 1" - "Bootylicious" - "No, No, No Part 2" - "Bug a Boo (H-Town Screwed Down Mix)" - "Bills, Bills, Bills" - "Cater 2 U" - "Say My Name" - "Jumpin', Jumpin'" - "Soldier (Soldier Boy Crank Mix)" - "Survivor" (Reunião do Destiny's Child) | 19:47   |  |
| 12.                                               | "Speechless" | 4:15    |  |
| 13.                                               | "Ring the Alarm Intro Skit" (Jailhouse Confessions) | 3:33    |  |
| 14.                                               | "Ring the Alarm" | 3:23    |  |
| 15.                                               | "Suga Mama" | 3:07    |  |
| 16.                                               | "Upgrade U" (com Jay-Z) | 4:19    |  |
| 17.                                               | "'03 Bonnie & Clyde" (Prince Mix) | 1:16    |  |
| 18.                                               | "Check on It" (Versão Especial da Turnê) | 2:07    |  |
| 19.                                               | "Déjà Vu" | 7:07    |  |
| 20.                                               | "Get Me Bodied" | 5:06    |  |
| 21.                                               | "Welcome to Hollywood" | 2:28    |  |
| 22.                                               | "Deena/Dreamgirls" | 1:56    |  |
| 23.                                               | "Listen" | 3:07    |  |
| 24.                                               | "Irreplaceable" | 7:31    |  |
| 25.                                               | "Beyoncé B'Day Surprise" | 5:03    |  |
| 26.                                               | "The Beyoncé Experience Credits" ("Beautiful Liar" instrumental ao vivo) | 4:05    |  |
| Duração total:                                    | Duração total: | 123:01  |  |

| The Beyoncé Experience Live – Edição latino-americana e espanhola (bonus do disco: Irreemplazable) |                                                        |         |  |
| N.º                                                                                                | Título                                                 | Duração |  |
| 1.                                                                                                 | "Amor Gitano" (com Alejandro Fernández)                | 3:48    |  |
| 2.                                                                                                 | "Oye"                                                  | 3:41    |  |
| 3.                                                                                                 | "Irreemplazable"                                       | 3:48    |  |
| 4.                                                                                                 | "Bello Embustero"                                      | 3:20    |  |
| 5.                                                                                                 | "Beautiful Liar" (Remix) (com Shakira)                 | 3:01    |  |
| 6.                                                                                                 | "Beautiful Liar" (versão Espanglês) (com Sasha Fierce) | 3:21    |  |
| 7.                                                                                                 | "Irreemplazable" (Norteña Remix)                       | 3:51    |  |
| 8.                                                                                                 | "Get Me Bodied" (Timbaland Remix) (com Voltio)         | 6:14    |  |
| Duração total:                                                                                     | Duração total:                                         | 31:04   |  |

| The Beyoncé Experience Live – edição em CD |                                                                  |         |  |
| N.º                                        | Título                                                           | Duração |  |
| 1.                                         | "Crazy in Love"                                                  | 5:30    |  |
| 2.                                         | "Freakum Dress"                                                  | 4:00    |  |
| 3.                                         | "Green Light"                                                    | 3:36    |  |
| 4.                                         | "Baby Boy"                                                       | 4:22    |  |
| 5.                                         | "Beautiful Liar"                                                 | 2:30    |  |
| 6.                                         | "Naughty Girl"                                                   | 3:35    |  |
| 7.                                         | "Me, Myself and I"                                               | 3:12    |  |
| 8.                                         | "Dangerously in Love"                                            | 6:59    |  |
| 9.                                         | "Flaws and All"                                                  | 4:23    |  |
| 10.                                        | "Destiny's Child Medley" (com Kelly Rowland e Michelle Williams) | 19:47   |  |
| 11.                                        | "Speechless"                                                     | 3:35    |  |
| 12.                                        | "Ring the Alarm"                                                 | 2:41    |  |
| 13.                                        | "Suga Mama"                                                      | 3:08    |  |
| 14.                                        | "Upgrade U" (com Jay-Z)                                          | 4:30    |  |
| 15.                                        | "'03 Bonnie & Clyde"                                             | 1:35    |  |
| 16.                                        | "Check on It"                                                    | 1:55    |  |
| 17.                                        | "Déjà Vu"                                                        | 3:03    |  |
| 18.                                        | "Get Me Bodied"                                                  | 5:14    |  |
| 19.                                        | "Welcome to Hollywood"                                           | 2:31    |  |
| 20.                                        | "Dreamgirls Medley"                                              | 5:08    |  |
| 21.                                        | "Irreplaceable"                                                  | 7:37    |  |
| Duração total:                             | Duração total:                                                   | 95:31   |  |

| The Beyoncé Experience Live – Edição Instrumental |                        |         |  |
| N.º                                               | Título                 | Duração |  |
| 1.                                                | "Speechless"           | 4:11    |  |
| 2.                                                | "Ring the Alarm"       | 7:03    |  |
| 3.                                                | "Suga Mama"            | 2:41    |  |
| 4.                                                | "Upgrade U"            | 4:19    |  |
| 5.                                                | "'03 Bonnie & Clyde"   | 1:30    |  |
| 6.                                                | "Check on It"          | 0:27    |  |
| 7.                                                | "Déjà Vu"              | 2:48    |  |
| 8.                                                | "Band Jam"             | 4:09    |  |
| 9.                                                | "Get Me Bodied"        | 5:05    |  |
| 10.                                               | "Welcome to Hollywood" | 2:12    |  |
| 11.                                               | "Dreamgirls Medley"    | 2:11    |  |
| 12.                                               | "Listen"               | 3:07    |  |
| 13.                                               | "Irreplaceable"        | 12:54   |  |
| Duração total:                                    | Duração total:         | 51:17   |  |

| The Beyoncé Experience Live – Edição em japonesa (disco bônus) |                                                              |         |  |
| N.º                                                            | Título                                                       | Duração |  |
| 1.                                                             | "Krazy in Luv" (Remix de Rockwilder)                         | 4:07    |  |
| 2.                                                             | "Baby Boy" (Remix de Junior Vasquez)                         | 8:52    |  |
| 3.                                                             | "Naughty Girl" (Calderone Quayle Club Mix Edit)              | 4:09    |  |
| 4.                                                             | "Me, Myself and I" (Remix Sexy de Bama Boyz)                 | 4:37    |  |
| 5.                                                             | "Green Light" (Remix de Freemasons)                          | 3:21    |  |
| 6.                                                             | "Ring the Alarm" (Tranzformas Remix) (com Collie Buddz)      | 4:12    |  |
| 7.                                                             | "Déjà Vu" (Mixagem de Freemasons) (com Jay-Z)                | 3:16    |  |
| 8.                                                             | "Get Me Bodied" (Timbaland Remix) (com Fabolous)             | 4:50    |  |
| 9.                                                             | "Irreplaceable" (Remix de DJ Speedy)                         | 4:20    |  |
| 10.                                                            | "World Wide Woman"                                           | 3:42    |  |
| 11.                                                            | "ChampagneChroniKnightCap" (Performando por Solange Knowles) | 4:53    |  |
| Duração total:                                                 | Duração total:                                               | 48:19   |  |

## Equipe
Créditos adaptado do encarte de The Beyoncé Experience Live e do AllMusic.
- Mike Abbott – engenheiro de áudio
- Glenn Ables – técnico de palco
- Richard J. Alcock – produtor executivo
- Calvin Aurand – produtor executivo
- Angela Beyincé – assistente de arte, assistente
- Beyoncé – artista principal, coreógrafa, conceito, direção, produtor executivo, encenação
- Jason Bridges – técnico de iluminação
- Ed Burke – arquivista
- Anthony Burrell – coreógrafo, diretor de dança, dançarino
- Kim Burse – conceito, diretor criativo
- Thom Cadley – mixagem
- Jim Caruana – mixagem
- Anthony Catalano – engenheiro assistente, edição digital
- Marcie Chapa – percussão
- Guy Charbonneau – engenheiro
- Fusako Chubachi – direção de arte
- Justin Collie – design de iluminação , cenografia
- Justin Cook – assistente de produção
- Terry Cooley – gerente de palco
- Montina Cooper – vocais (segundo plano)
- Milan Dillard – diretor de dança, dançarino
- James Fahlgren – configuração
- Michael Fellner – gerente técnico
- Charlie Fernández – papel de colaborador não especificado
- Tia Fuller – sax (alto)
- Jennifer García – projeto de layout
- Max Gousse – A&R
- Todd Green – órgão
- Georgette Harvey – gaffer
- Ty Hunter – assistente cabeleireiro
- Jay-Z –artista convidado, artista principal
- Mark Johnson – operador de câmera
- Harold Jones – coordenação de produção
- Chris Keating – diretor de vídeo
- Chris Keene – técnico de iluminação
- Mathew Knowles  – produtor executivo, gerência
- Tina Knowles – estilista
- Dave Levisohn – operador de câmara
- Yanira Marin – dançarina
- Divinity Roxx –  baixo, diretor musical
- Bibi McGill – guitarra, direção musical, diretor musical
- James "McGoo" McGregor – técnico de bateria
- Steve Miles – operador de câmera
- Ramon Morales – engenheiro monitor
- Heather Morris – dançarina
- Doug Neal – gerente de palco
- Emer Patten – produtor
- Danielle Polanco – coreógrafa
- Matt Powers – supervisor de roteiro
- Justin Purser – coordenação de produção
- Dan Ricci – pós-produção de áudio
- Jerry Rogers – operador de câmera, projeção
- Kelly Rowland – artista convidada
- Todd Sams – coreógrafo
- Jamie Silk – assistente de produção
- Kate Sinden – coordenação de produção
- Ryan Smith – masterização
- Kim Thompson – bateria
- Francesca Tolot – maquiagem
- Crystal Torres – trompete
- Benny Trickett – edição
- Jennifer Turner – coordenação
- Cristina Villarreal – guarda-roupa
- Horace Ward – engenheiro
- Nick Wickham – diretor
- Michelle Williams – artista convidada
- Mike "Hitman" Wilson – papel de colaborador desconhecido
- Travis Wilson – papel de colaborador não especificado
- Nyle Wood – técnico de som
- John Zweifel – técnico de palco

## Desempenho nas tabelas musicais
| Tabela musical (2007–09)                  | Melhor posição |
| ----------------------------------------- | -------------- |
| Austrália (ARIA)                          | 8              |
| Bélgica (Ultratop 50 Flandres)            | 6              |
| Brasil (PMB)                              | 1              |
| Coreia do Sul (RIAK)                      | 22             |
| Espanha (PROMUSICAE)                      | 3              |
| Estados Unidos (Billboard Digital Albums) | 23             |
| Estados Unidos (Billboard Music Videos)   | 2              |
| França (SNEP)                             | 12             |
| Grécia (IFPI Greece)                      | 45             |
| Itália (FIMI)                             | 14             |
| Japão (Oricon)                            | 22             |
| Japão (Oricon International Albums)       | 9              |
| México (AMPROFON)[carece de fontes?]      | 4              |
| Países Baixos (Dutch Music DVD)           | 3              |
| Reino Unido (OCC)                         | 22             |
| República Tcheca (ČNS IFPI)               | 14             |
| Suécia (Sverigetopplistan)                | 14             |

| Tabela musical (2007)                   | Melhor posição |
| --------------------------------------- | -------------- |
| Países Baixos (MegaCharts)              | 44             |
| Tabela musical (2008)                   | Melhor posição |
| Bélgica (Ultratop Flanders)             | 24             |
| Países Baixos (MegaCharts)              | 22             |
| Estados Unidos (Billboard)              | 4              |
| Tabela musical (2009)                   | Melhor posição |
| Austrália (ARIA)                        | 19             |
| Brasil (PMB)                            | 15             |
| Estados Unidos (Billboard Music Videos) | 8              |
| Países Baixos (MegaCharts)              | 48             |
| Tabela musical (2010)                   | Melhor posição |
| Brasil (PMB)                            | 5              |
| Estados Unidos (Billboard Music Videos) | 31             |

## Vendas e certificações
| Região                                                                                             | Certificação | Vendas   |
| -------------------------------------------------------------------------------------------------- | ------------ | -------- |
| Austrália (ARIA)                                                                                   | 2× Platina   | 30,000^  |
| Brasil (Pro-Música Brasil)                                                                         | 2× Platina   | 60,000*  |
| Espanha (PROMUSICAE)                                                                               | Ouro         | 10,000^  |
| Estados Unidos (RIAA)                                                                              | 3× Platina   | 300,000^ |
| Portugal (AFP)                                                                                     | Ouro         | 4,000^   |
| Reino Unido (BPI)                                                                                  | Ouro         | 4,000    |
| *números de vendas baseados somente na certificação ^distribuições baseadas apenas na certificação |              |          |

## Histórico de lançamento
| Região         | Data                   | Edição       | Formato                         | Gravadora            | Ref.          |
| -------------- | ---------------------- | ------------ | ------------------------------- | -------------------- | ------------- |
| Alemanha       | 16 de novembro de 2007 | Padrão       | DVD download digital            | Sony BMG             | [ 75 ]        |
| Canadá         | 19 de novembro de 2007 | Padrão áudio | CD DVD download digital         | Sony BMG             | [ 76 ]        |
| França         | 19 de novembro de 2007 | Padrão áudio | Blu-ray CD DVD download digital | Sony BMG             | [ 77 ] [ 78 ] |
| Estados Unidos | 19 de novembro de 2007 | Áudio        | CD download digital             | Columbia             | [ 18 ] [ 79 ] |
| Estados Unidos | 20 de novembro de 2007 | Padrão       | DVD                             | Columbia             | [ 80 ] [ 81 ] |
| Austrália      | 23 de novembro de 2007 | Padrão       | DVD                             | Sony BMG             | [ 82 ]        |
| Reino Unido    | 26 de novembro de 2007 | Padrão       | DVD                             | RCA                  | [ 83 ]        |
| Japão          | 27 de novembro de 2007 | Padrão       | DVD                             | Sony BMG             | [ 84 ]        |
| Estados Unidos | 25 de março de 2008    | Instrumental | download digital                | Columbia Music World | [ 85 ]        |
| Estados Unidos | 18 de novembro de 2008 | Padrão       | Blu-ray                         | Columbia Music World | [ 86 ]        |